# Radici nel futuro. La vita di Adele Costa Gnocchi (1883-1967)
Radici nel futuro - La vita di Adele Costa Gnocchi (1883-1967) è un saggio di Grazia Honegger Fresco del 2001 dedicato alla figura dell'educatrice montessoriana Adele Costa Gnocchi.

## Storia editoriale
È stato possibile sviluppare l'opera soprattutto grazie al contributo dell'Avvocato Giacomo Antonelli, il quale ha dato la possibilità di accedere alla lettura e all'utilizzo delle lettere inviate da Adele Costa Gnocchi all'amica di infanzia Marianna Antonelli. Inoltre, nel susseguirsi dei capitoli, è possibile leggere molteplici testimonianze di persone che hanno avuto l'opportunità di conoscere Adele Costa Gnocchi, lungimirante educatrice montessoriana.

## Struttura del libro
Radici nel futuro - La vita di Adele Costa Gnocchi (1883-1967), opera composta da 204 pagine, si struttura come di seguito descritto:

### Parte I: Come una lunga preparazione
- Tracce di giovinezza
- Il piacere della scuola

### Parte II: Le opere dell'età matura
- Il progetto di un personale per bambini da zero a tre anni
- Il Centro Nascita Montessori
- Per una formazione religiosa nella prima infanzia

### Appendice
- Una Scuola per Puericultrici a indirizzo montessoriano, nella Romania degli anni Venti

## Contenuti
Radici nel futuro - La vita di Adele Costa Gnocchi (1883-1967) si apre con una premessa firmata da Grazia Honegger Fresco, la quale afferma che il libro vuole essere "[...] una testimonianza sull'impegno di vita e di lavoro di Adele Costa Gnocchi" (p. 7).
La prima parte del libro di Grazia Honegger Fresco, racconta di alcune fasi della vita di Adele Costa Gnocchi che hanno influenzato il suo percorso professionale.
La protagonista nasce a Montefalco (Perugia), terra con una radicata tradizione religiosa, da una famiglia benestante. Da sempre interessata alle questioni educative, insieme all’amica di infanzia Marianna, decidono di creare una scuola di ricamo, utile per migliorare la situazione economica e sociale delle bambine e delle ragazze, promuovendo le produzioni in varie mostre ed esposizioni.
La giornata della giovane Adele Costa Gnocchi è improntata su uno stile quieto e sempre rivolto allo studio. Sebbene goda di una buona salute, la protagonista causa forti nevralgie al viso che la portano anche all’uso della morfina per diminuire il dolore. Questa sua caratteristica la rende maggiormente sensibile alla malattia dell’altro.
Punto di riferimento importante per Adele Costa Gnocchi è l’amicizia; questa caratteristica la si evince anche dagli scambi epistolari presenti in tutto il libro, soprattutto con Marianna.
Adele Costa Gnocchi, a seguito dei molti anni di studio che caratterizzano la sua vita, ottiene l’abilitazione all’insegnamento nel 1909, diplomandosi a pieni voti. In seguito, si avvicina al pensiero e alla metodologia di Maria Montessori, iscrivendosi ad un suo Corso di Pedagogia Scientifica tenuto a Città di Castello. In Adele Costa Gnocchi è evidente il coinvolgimento rispetto alle novità educative sviluppate da Maria Montessori.
Dalle lettere a Marianna del 1914, è chiaro il desiderio di Adele nell'approcciarsi all'insegnamento: lavorò ininterrottamente presso il "Pimentel Fonseca" delle Suore Dorotee fino agli anni Quaranta. Dalle varie testimonianze, si comprende come il suo metodo di insegnamento tendeva al ragionamento critico, partendo dalle conoscenze della classe e sviluppando discussioni costruttive, senza dare mai vere e proprie risposte.
Durante il Primo Conflitto Mondiale, Adele stinge una amicizia fraterna con Lina Perazzi, alpinista e scalatrice del Monte Rosa e di questa profonda amicizia ne sono testimonianza le lettere inviate a Marianna. Le tre amiche vivranno insieme nella casa di Lina, fino alla morte di quest'ultima.
Nel 1927 Adele Costa Gnocchi avvia a Roma, con l’aiuto dei Conti Taverna, nel loro stesso palazzo, la “Scuoletta”. Di impronta montessoriana, inizialmente per bambini dai 3 ai 6 anni, successivamente diverrà anche scuola elementare.
La Costa Gnocchi, nel 1955 avvia all'interno del ginnasio-liceo "Virgilio" la prima classe di scuola media Montessori; questa esperienza rimarrà attiva fino al 1962, ma non sfocerà in una Riforma della scuola media inferiore. Un aspetto curioso che emerge dalle numerose testimonianze circa il periodo della scuola di Adele Costa Gnocchi, è che quest'ultima era contraria alla scuola comune, in quanto la considerava come limitante ai danni dei bambini e dei ragazzi.
Tema che stava particolarmente a cuore della Signorina Adele Costa Gnocchi, era la salute, riteneva importante per il bambino condurre una buona vita. Indispensabili alla salute erano la musica ed il movimento e l'aria aperta.
La seconda parte del libro è dedicato alle attività in età matura. Di rilievo tra i progetti portati avanti da Adele Costa Gnocchi, fu l'apertura della Scuola Nazionale "Assistenti all'Infanzia", conosciuta come AIM (il nome Montessori venne inserito in seguito). AIM prevedeva che tra i docenti ci fossero numerosi medici, i quali ricoprivano vari ruoli.  Difficoltà riscontrata fin dal principio della AIM fu i testi formativi, in quanto usciti dal fascismo, i manuali erano densi di ideologie fasciste. Le prime allieve erano donne tra i 18 e i 35 anni. La Scuola impegnava molto i discenti, tra le lezioni teoriche e pratiche, richiedendo lunghissimi tirocini, i quali venivano spesso svolti in luoghi drammatici per i bambini. Tra il 1957 ed il 1960, ci furono profonde modifiche organizzative per la scuola AIM. Infatti, a partire dal 1º ottobre 1960, la Costa Gnocchi avviò il processo di statalizzazione e la Scuola in seguito, perse un po' delle sue caratteristiche iniziali. A partire dal 1974 vennero emanati vari Decreti Delegati, che portarono alla eliminazione delle esperienze pratiche, caratteristica fondamentale per la scuola AIM.
Sempre tra il 1957 ed il 1960, Adele sentiva la necessità di ampliare le esperienze delle allieve AIM, fondando il Centro Nascita Montessori, successivamente affidando il coordinamento ad Elena Gianini Belotti. Il CNM prevedeva molteplici attività formative ed iniziative legate all'infanzia ed incontri seminariale sempre con lo scopo di diffondere il pensiero montessoriano.
Per Adele Costa Gnocchi trovarono sempre posto la preghiera e la spiritualità, rispettando il pensiero altrui, senza costrizioni, tanto che molti dei suoi collaboratori prendevano posizioni agnostiche. L'educatrice montessoriana preparò, in una modalità assai differente rispetto al catechismo mnemonico, ai Sacramenti, i bambini al di sotto dei dodici anni attraverso una metodologia molto attiva.
Anche l'associazione "Maria Montessori per la formazione religiosa del bambino" è opera di Adele Costa Gnocchi, la quale serviva per proteggere e valorizzare tutto il lavoro svolto negli anni precedenti con i propri collaboratori.
Il libro Radici nel futuro - La vita di Adele Costa Gnocchi (1883-1967) si conclude, in appendice, con la descrizione della Scuola Montessori di Puericultura, aperta a Bucarest nel 1925, ad opera di Izabela Sadoveanu, per educatrici di bambini dai 18 mesi ai 7 anni. La scuola però venne chiusa molto presto, in quanto si ritenne inutile un'attenzione così forte nei confronti di bambini tanto piccoli. La scuola però può essere considerata come il preludio della Scuola AIM.

### Edizioni
- Honegger Fresco, G. (2001). Radici nel futuro - La vita di Adele Costa Gnocchi (1883-1967). Molfetta (BA): La Meridiana. ISBN 88-87507-49-X